# Black Devil Disco Club
Black Devil Disco Club (ранее Black Devil) — это совместный музыкальный проект французских продюсеров Бернара Февре и Джеки Джордано. Группа стояла в авангарде команд пробудивших интерес к диско и итало-диско в начале 2000-х годов.

## История
До Black Devil они зарабатывали на жизнь сочинением библиотек семплов, которые теле- и радиокомпании использовали в своих заставках и рекламных роликах. Первая пластинка проекта вышла в 1978 году. Она называлась «Disco Club», однако не имела успеха из-за холодного отношения публики к итало-диско. Пластинка пылилась на полках до 2004 года, пока не была выпущена заново в 2004 году английским лейблом принадлежащим Люку Уиберту и Ричарду Д. Джеймсу (больше известному как Aphex Twin).
За пять лет до этого события, Chemical Brothers использовали семпл из довольно неизвестной песни Бернара Февре («Earth Message» из альбома «Cosmos 2043» 1977 года) в своем треке «Got Glint?», которая разошлась как сингл в количестве 3 миллионов копий по всему миру. Бернар Февре вновь вернулся в продюсерское кресло и перезапустил проект Black Devil, который теперь назывался Black Devil Disco Club. Первым был выпущен альбом «28 After» в 2006 году, а за ним последовал «Eight Oh Eight» в 2008. Следующий альбом, «Circus», увидел свет в 2011 году. Первый сингл с него, «My Screen», был выпущен в октябре 2010 года.

## Дискография
| Название                               | Дата релиза |
| -------------------------------------- | ----------- |
| Disco Club                             | 1978 год    |
| 28 After                               | 2006 год    |
| Black Devil In Dub                     | 2007 год    |
| Eight Oh Eight                         | 2008 год    |
| The Strange New World Of Bernard Fevre | 2009 год    |
| Circus                                 | 2011 год    |